# Roger Ducret
Roger François Ducret (París, 2 de abril de 1888-París, 8 de enero de 1962) fue un deportista francés que compitió en esgrima, especialista en las modalidades de florete, espada y sable.
Participó en tres Juegos Olímpicos de Verano entre los años 1920 y 1928, obteniendo en total ocho medallas: plata y bronce en Amberes 1920, tres oros y dos platas en París 1924 y plata en Ámsterdam 1928. Ganó una medalla de bronce en el Campeonato Mundial de Esgrima de 1923.

## Palmarés internacional
| Juegos Olímpicos   | Juegos Olímpicos         | Juegos Olímpicos  | Juegos Olímpicos    |
| Año                | Lugar                    | Medalla           | Prueba              |
| ------------------ | ------------------------ | ----------------- | ------------------- |
| 1920               | Amberes (Bélgica)        | Medalla de plata  | Florete por equipos |
| 1920               | Amberes (Bélgica)        | Medalla de bronce | Florete individual  |
| 1924               | París (Francia)          | Medalla de oro    | Florete individual  |
| 1924               | París (Francia)          | Medalla de oro    | Florete por equipos |
| 1924               | París (Francia)          | Medalla de oro    | Espada por equipos  |
| 1924               | París (Francia)          | Medalla de plata  | Espada individual   |
| 1924               | París (Francia)          | Medalla de plata  | Sable individual    |
| 1928               | Ámsterdam (Países Bajos) | Medalla de plata  | Florete por equipos |
| Campeonato Mundial |                          |                   |                     |
| Año                | Lugar                    | Medalla           | Prueba              |
| 1923               | La Haya (Países Bajos)   | Medalla de bronce | Espada individual   |